# Судзукі Кантаро
Барон Кантаро Судзукі (яп. 鈴木 貫太郎; 18 січня 1868, нині Сакай, Японська імперія — 17 квітня 1948, Нода, Японія) — японський військовий, державний та політичний діяч, адмірал (3 серпня 1923) Імперського флоту Японії, командувач Об'єднаного флоту, останній очільник Асоціації допомоги трону. Двічі обіймав посаду керівника Таємної ради, а також був прем'єр-міністром Японської імперії.

## Ранні роки
Кантаро Судзукі народився 18 січня 1868 року в провінції Ізумі, на території сучасного міста Сакай, у сім'ї місцевого губернатора Йосінорі Судзукі. Виріс у місті Секіядо (сучасне місто Нода, що в префектурі Тіба). Тут же пішов до школи, по завершенню якої вирішив стати морським офіцером. Задля здійснення цієї мрії 1884 року він вступив до Військової академії флоту Японії, з якої випустився 1887 року, отримавши призначення на корвет Цукуба. 
Надалі служив на корветі Тенрю та крейсері Такачіхо. Пізніше вже у званні молодшого лейтенанта перевівся на корвет Амагі. Протягом наступних декількох років постійно змінював судна, допоки 21 грудня 1892 року не отримав звання лейтенанта та підвищення до головного штурмана на кораблі Каймон.

## Подальші події

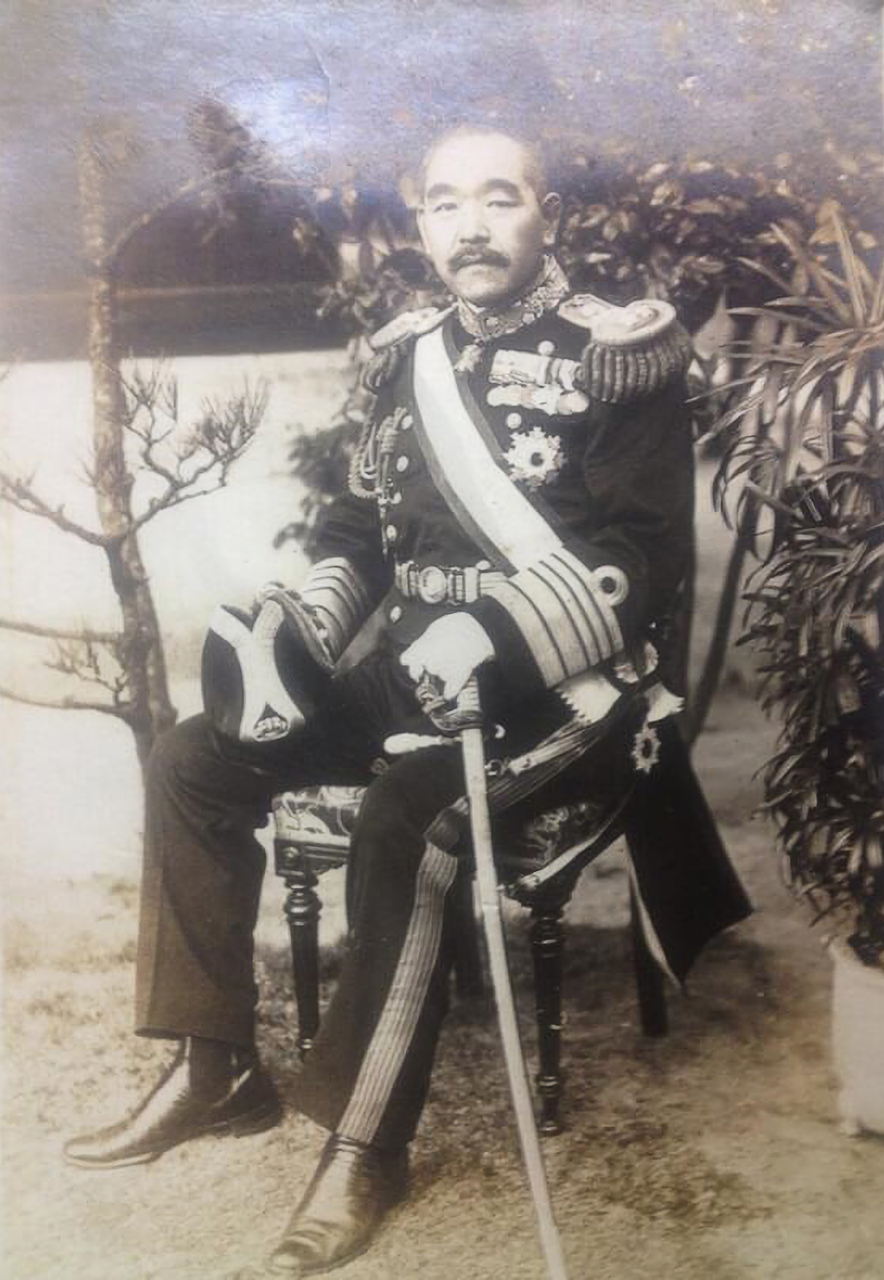
Адмірал Кантаро Судзукі у 1923 році

Очоливши торпедний катер, Судукі брав участь у війні з Китаєм, у якій зарекомендував себе сміливим та талановитим командиром. 
28 червня 1898 завершив навчання у штабному коледжі, отримавши підвищення до капітан-лейтенанта та надалі обіймав низку штабних посад. 1901 року відправився до Німеччини, де став військовим аташе при місцевому посольстві. Перебував він на цій посаді протягом двох років, проте вже 26 вересня 1903 року повернувся до Японії та, отримавши чергове підвищення, почав займатися вивченням теорії ведення війни на морі.
Під час війни з Росією Судзукі командував 2-м дивізіоном міноносців та брав участь у битві за Порт-Артур. 26 лютого 1904 року переведений на посаду командира на крейсер Касуга, на чолі якого боровся з ворогом у Жовтому морі. Також брав участь у найважливішій битві цієї війни, очолюючи 4-й дивізіон міноносців. По завершенню конфлікту став капітаном І рангу та отримав у командування міноносець Акаші. Пізніше керував такими кораблями як Сойя, Шікісама, Цукуба.
23 травня 1913 року Судзукі було присвоєно звання контрадмірала, він очолив військово-морський округ Майдзуру, а вже за рік став першим заступником міністра флоту. На цій посаді він залишався до 1917 року, здійснюючи планування важливих морських операцій Першої світової війни. 
1 червня 1917 року став віцеадміралом та на чолі ескадри прибув із дипломатичною місією до Сан-Франциско. 
Після повернення додому став директором Військової академії флоту Японії, потім очолював 3-й та 2-й флоти, військово-морський округ Куре. 3 серпня 1923 року підвищений до адмірала, вже за рік очолив Об'єднаний флот. 15 квітня 1925 року обійняв посаду начальника Генерального штабу флоту Японії, ставши однією з ключових осіб тогочасної Японської імперії та залишаючись нею до 22 січня 1929 року, після чого вийшов у відставку та приєднався до Таємної ради. 

## Війна в Тихому океані
Перед початком війни із США рішуче засуджував агресивні плани тогочасного вищого керівництва країни, надалі залишаючись членом Таємної ради, яку очолив 10 серпня 1944 року.

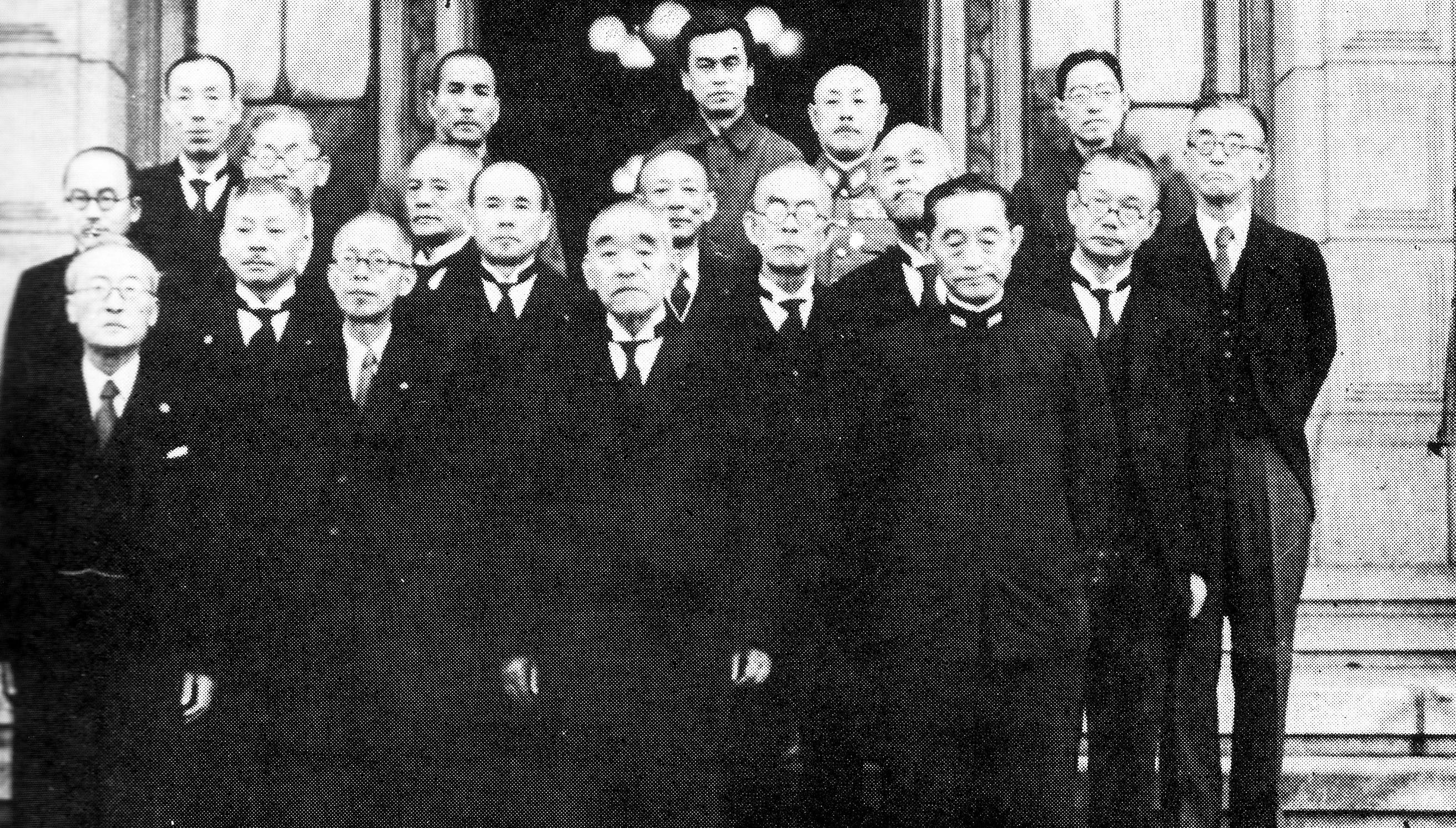
Кантаро Судзукі зі своїм кабінетом

7 квітня 1945 року Судзукі пішов із цієї посади та у віці сімдесяти семи років був призначений новим прем'єр-міністром країни на заміну генералу Коїсо. Одночасно з цим, очолював декілька міністерств. Усі свої сили він витратив на утримання фронту з Радянським союзом та ведення ефективних мирних переговорів із союзниками. Ініціював обговорення питання щодо припинення війни, чим викликав розкол серед членів уряду, адже деякі з них підтримували ідею дотримуватися Потсдамської декларації, а інші - ні. Фактично же Кантаро зміг переконати самого імператора в необхідності припинення війни та потребі пристати на умови коаліції.
Це різко суперечило поглядам радикально налаштованої частини міністрів, які бажали продовжувати вести війну до переможного кінця. Вони вимагали в монарха негайної відставки голови уряду.
Після того як питання про капітуляцію було остаточно вирішене, Судзукі пішов у відставку, проте вже невдовзі повернувся на посаду очільника Таємної ради. 13 червня 1946 року полишив її, повернувшись до міста Нода, де провів усе дитинство.
Помер Кантаро Судзукі у своєму домі 17 квітня 1948 року. 